# Eric Porter
Eric Richard Porter, född 8 april 1928 i Shepherd's Bush i London, död 15 maj 1995 i London, var en brittisk skådespelare.
Porters första professionella framträdande var 1945 med Shakespeare Memorial Theatre Company i Cambridge och 1946 gjorde han sin scendebut i London med ett kringresande teatersällskap. Porter blev sedermera medlem av Royal Shakespeare Company. Han blev känd världen över i slutet på 1960-talet för sin roll som Soames i TV-serien Forsytesagan.
Privat var han en enstöring och en inbiten ungkarl. Porter var en mycket intellektuell man, intresserad av astronomi, arkeologi, psykologi, arkitektur, geologi och geografi.

## Filmografi i urval
- Hjältarna från Telemarken (1965)
- Forsytesagan (1967, TV-serie)
- Schakalen (1973)
- Anna Karenina (1979, TV-serie)
- Winston Churchill: The Wilderness Years (1979, TV-serie)
- Varför bad de inte Evans? (1980, TV-film)
- Juvelen i kronan (1984, TV-serie)
- Sherlock Holmes (1984, TV-serie)
- Oliver Twist (1985, miniserie)

## Biografi
- Eric Porter - The Life of An Acting Giant (1928-1978) och Eric Porter - The Life of An Acting Giant - The Mature Years, av Helen Monk.

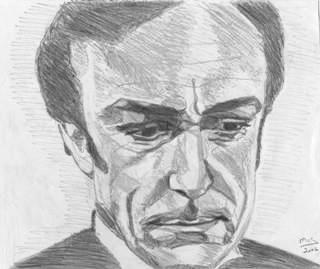
Eric Porter som Soames Forsyte.